# ساكن الوادي

تعديل مصدري - تعديل

ساكن الوادي هي إحدى قرى عزلة جعار بمديرية خنفر التابعة لمحافظة أبين، بلغ تعداد سكانها 288 نسمة حسب تعداد اليمن لعام 2004.